# Вейль, Раймон
Раймо́н Вейль (фр. Raymond Weill; 28 января 1874, Эльбёф, Нормандия — 13 июля 1950, Париж) — французский археолог и египтолог.

## Биография
Из состоятельной еврейской семьи. Ученик знаменитого археолога Гастона Масперо в Коллеж де Франс. Впервые участвует в археологических раскопках на Синае зимой 1904—1905 годов, когда работает в составе группы знаменитого британского египтолога Флиндерса Питри. В последующие годы работает в составе различных археологических групп, а затем — самостоятельно в Египте, Палестине, Сирии. По итогам раскопок 1910—1911 годов публикует расшифровку древнеегипетских иероглифических текстов юридического характера. В 1914 году при финансировании барона Ротшильда проводит раскопки в Иерусалиме, результатом которых становится обнаружение погребальных пещер и тоннелей X века до н. э.
Автор многочисленных работ по истории Египта, Израиля, Финикии.
С 1919 по 1940 год — директор Практической школе высших исследований. Также преподаватель Сорбонны. Многолетний председатель Французского египтологического общества и член Азиатского общества.

## Награды
- Офицер Почётного легиона (1949)[1]